# コープケミカル
コープケミカル株式会社（英文名称Co-op Chemical Co.,Ltd.）は、かつて存在した肥料メーカー。
東日本地区を地盤に、リン酸系化学肥料を主力とし、鉱物系の新素材も製造していた。JA全農系であったが、三菱レイヨンや三菱ガス化学なども出資しており、三菱グループとの繋がりも強かった。
2015年10月1日、片倉チッカリン株式会社に吸収合併され、片倉コープアグリ株式会社となった。

## 主な製品
肥料
リン酸肥料、カルシウム肥料（畑のカルシウム）、農薬入り肥料（コープガード）、石灰窒素、園芸肥料、有機肥料など
化成品
飼料用リン酸カルシウム、工業用石灰窒素、リン酸
新素材
合成雲母、合成スメクタイト、PMシール（建築用耐火シール材）

## 沿革
- 1938年（昭和13年）11月 - 朝日化学工業株式会社として設立。
- 1939年（昭和14年）3月 - 帝国高圧工業株式会社を合併。
- 1943年（昭和18年）1月 - 東北肥料株式会社に社名変更。
- 1960年（昭和35年）9月 - 東北亜鉛鉱業工業株式会社を合併。
- 1983年（昭和58年）4月 - 株式会社サン化学と合併。同時にラサ工業と日東化学工業（後に三菱レイヨンに吸収合併）のリン酸肥料事業の譲渡を受け、コープケミカル株式会社に社名変更。
- 2012年（平成24年）3月 - 持分法適用関連会社の宮古吉野石膏株式会社を清算。
- 2014年（平成26年）
  - 1月 - 子会社の宮古ケミカルターミナル株式会社を吸収合併[1]。
  - 10月 - 子会社の朝日産業株式会社が同じく子会社の岩手興産株式会社を吸収合併し、コープ朝日興産株式会社に商号を変更[2]。
- 2015年（平成27年）
  - 3月 - 全国農業協同組合連合会ほか3社に第三者割当増資を行い、全国農業協同組合連合会が親会社となる。
  - 10月1日 - 片倉チッカリンに吸収合併され、解散。新社名は片倉コープアグリ株式会社となる[3][4]。

## 事業所
- 八戸工場 - 〒031-0801 青森県八戸市江陽3-1-100
- 宮古工場 - 〒027-0038 岩手県宮古市小山田1-7
- 秋田工場 - 〒010-0065 秋田県秋田市茨島3-1-6
- つくば工場 - 〒309-1106 茨城県筑西市新治1967
- 新潟工場、新素材研究所 - 〒950-3101 新潟県新潟市北区太郎代1448-3
- 農材開発研究所 - 〒309-1112 茨城県筑西市八幡字宮東181-2
- 営業所 - 札幌（札幌市東区）、青森（青森県八戸市）、仙台（宮城県仙台市青葉区）、秋田（秋田工場内）、関東（つくば工場内）、新潟（新潟工場内）、東京（本社）、西日本担当（本社）

## 関連会社
- コープ商事物流株式会社
- コープエンジニアリング株式会社
- コープ朝日興産株式会社
- 宮古カルサイン株式会社